# Zuniceratops christopheri
Zuniceratops christopheri es la única especie conocida del género extinto Zuniceratops es un género representado por una única especie de dinosaurio ceratopsiano ceratopsoide, que vivió a mediados del período Cretácico, hace aproximadamente 94 millones de años, durante el Turoniense, en lo que hoy es Norteamérica. Vivió 10 millones de años antes de la familia de los conocidos ceratópsidos cornudos y da un importante acercamiento a los ancestros de dicho grupo.

## Descripción

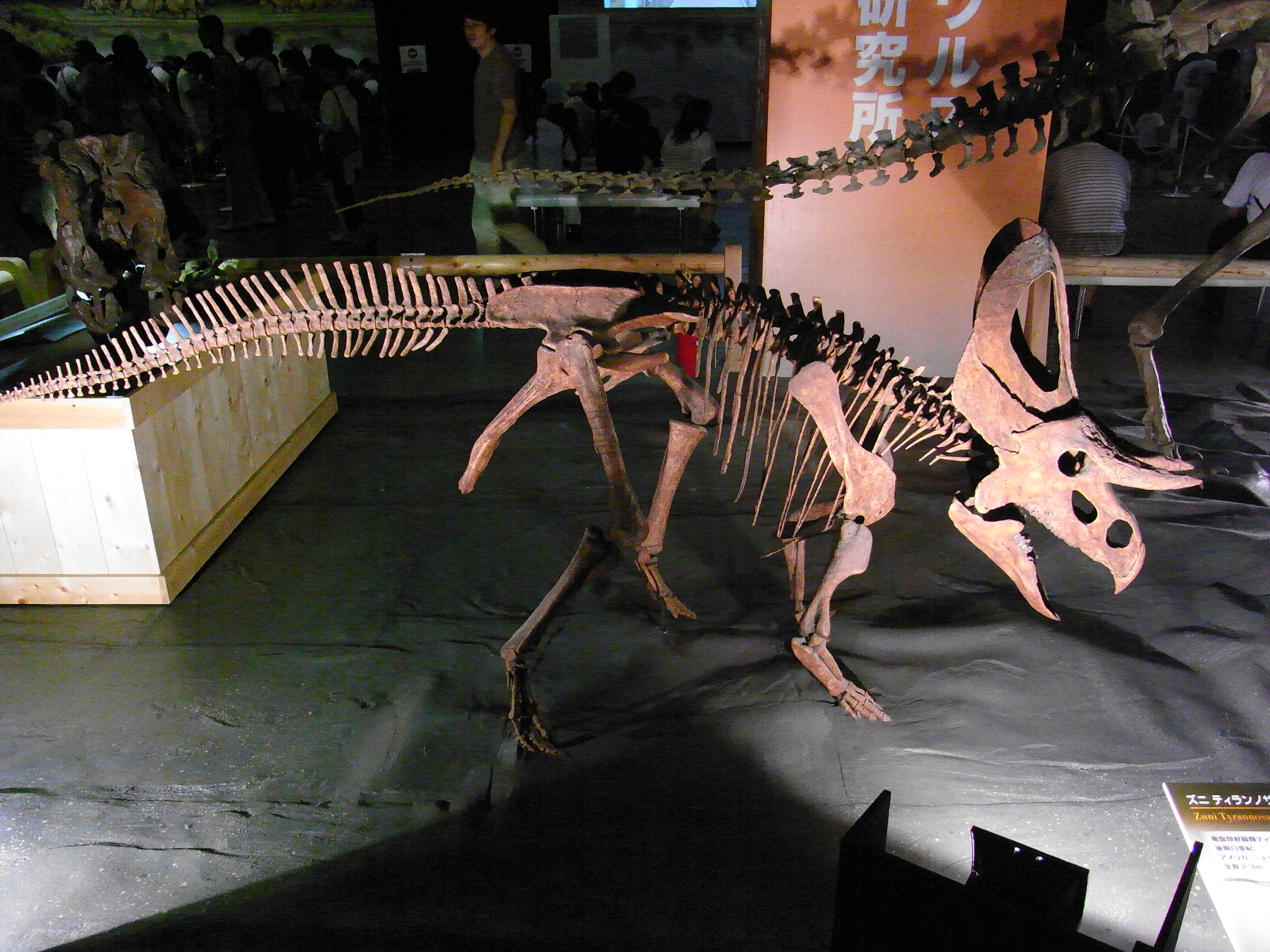
Reconstrucción del esqueleto de Zuniceratops.

Zuniceratops medía alrededor de 2,2 metros de largo, robablemente pesaba alrededor de 175 kilogramos, haciéndolo sustancialmente más pequeño que la mayoría de los ceratópsidos. El cráneo tiene un par de cuernos en las cejas bien desarrollados, similares a los de los chasmosaurinos y centrosaurinos primitivos, pero el cuerno de la nariz está ausente. Se cree que los cuernos de las cejas habrían crecido mucho más con la edad. El hocico es largo y bajo, como el de los chasmosaurinos. El volante era una estructura delgada, ancha, parecida a un escudo. Tenía un par de agujeros grandes pero carecía de huesos epoccipitales , como en Protoceratops. En general, la anatomía es mucho más primitiva que la de los ceratópsidos, pero más avanzada que la de los protoceratópsidos.
Aunque el primer espécimen descubierto tenía dientes con una sola raíz, inusuales para los ceratopsios, fósiles posteriores poseen raíz doble. Esto es evidencia de que los dientes adquirían la raíz doble con la edad. Zuniceratops era un herbívoro como otros ceratopsios y fue probablemente un animal que vivía en rebaños.

## Descubrimiento e investigación

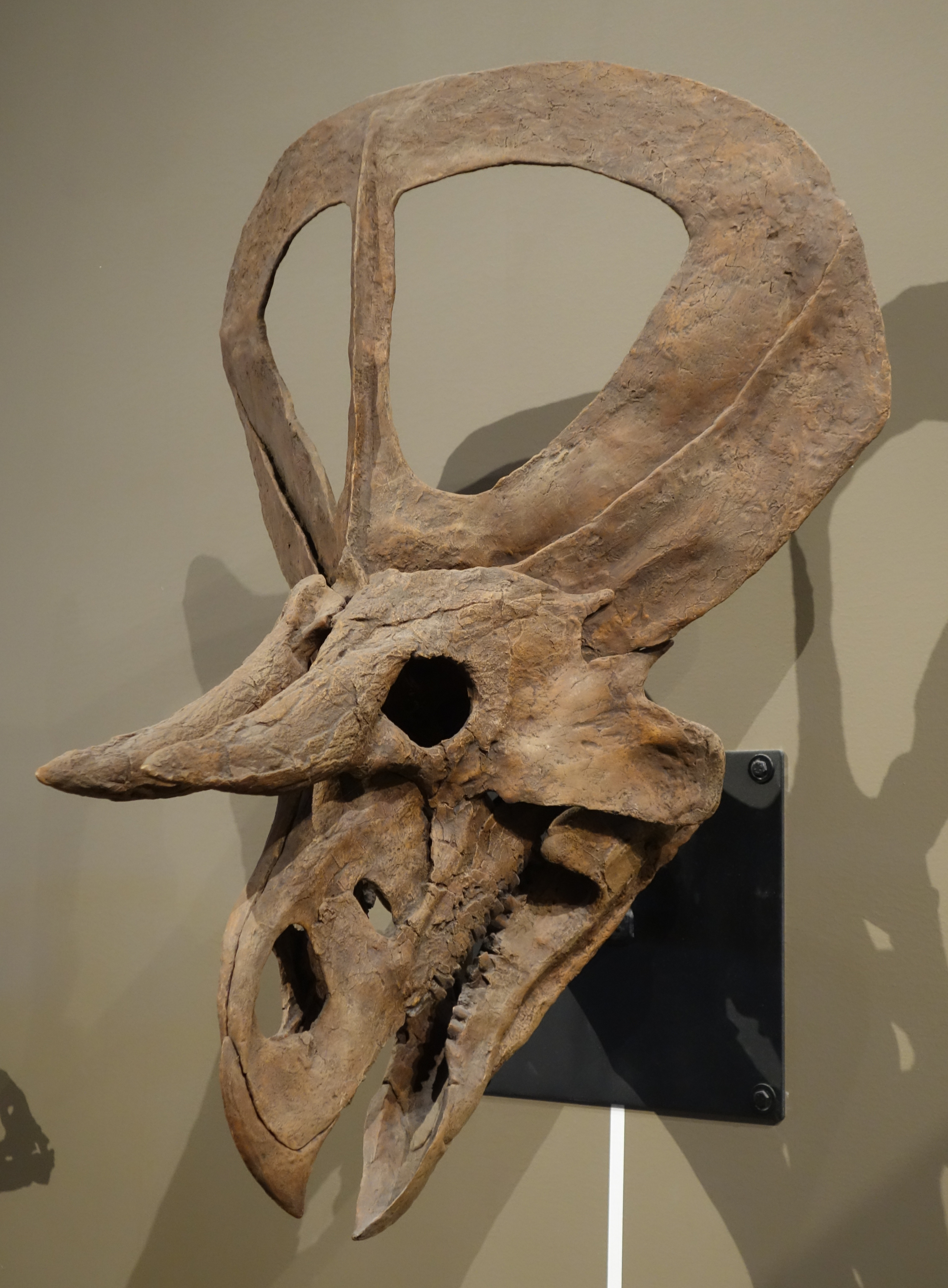
Cráneo reconstruido en el Museo de Historia Natural de Utah en Salt Lake City.

Zuniceratops fue descubierto en 1996, por Christopher James Wolfe de 8 años, hijo del paleontólogo Douglas G. Wolfe, en la formación Moreno Hill en el oeste central de Nuevo México. Un cráneo y huesos de varios individuos fueron encontrados. Más recientemente un hueso que se creía que era un escamosal, fue recientemente determinado como un isquion del terópodo tericinosáurido Nothronychus. Wolfe y James Kirkland describieron a Zuniceratops por primera vez en 1998. El nombre se deriva de los Zuñi, un pueblo nativo del sur de Nuevo México y Arizona, que dan nombre a la Cuenca Zuñi donde se hallaron los fósiles, y el término griego latinizado ceratops ("cara con cuerno"), un componente de nombre común en los ceratopsios. La especie tipo y única especie descrita es Z. christopheri.

## Clasificación
Zuniceratops es un ejemplo de la transición evolutiva entre los primeros ceratopsios tales como Protoceratops y los posteriores ceratópsidos de mayor tamaño que desarrollaron más sus crestas y cuernos. Esto soporta la teoría de que el linaje de los dinosaurios ceratópsidos podría tener origen en América del Norte. Dada su combinación de características primitivas y avanzadas, se le clasifica como el taxón hermano de la familia Ceratopsidae, posiblemente junto al ceratopsio asiático Turanoceratops en un grupo al que Kirkland y Wolfe denominaron Ceratopsomorpha.

### Filogenia

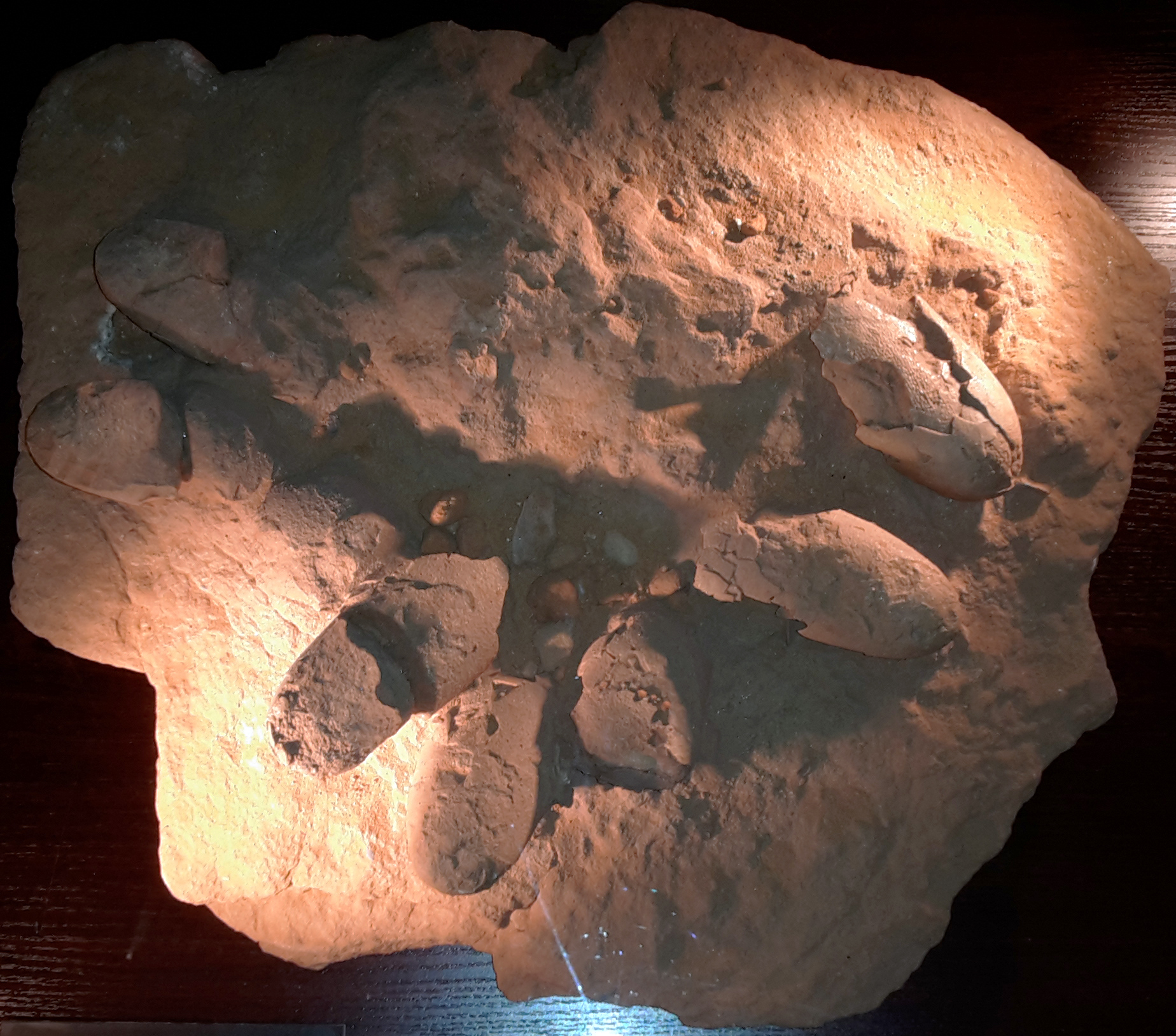
Huevo Protoceratops sp. en el Museo de Wrexham, Gales

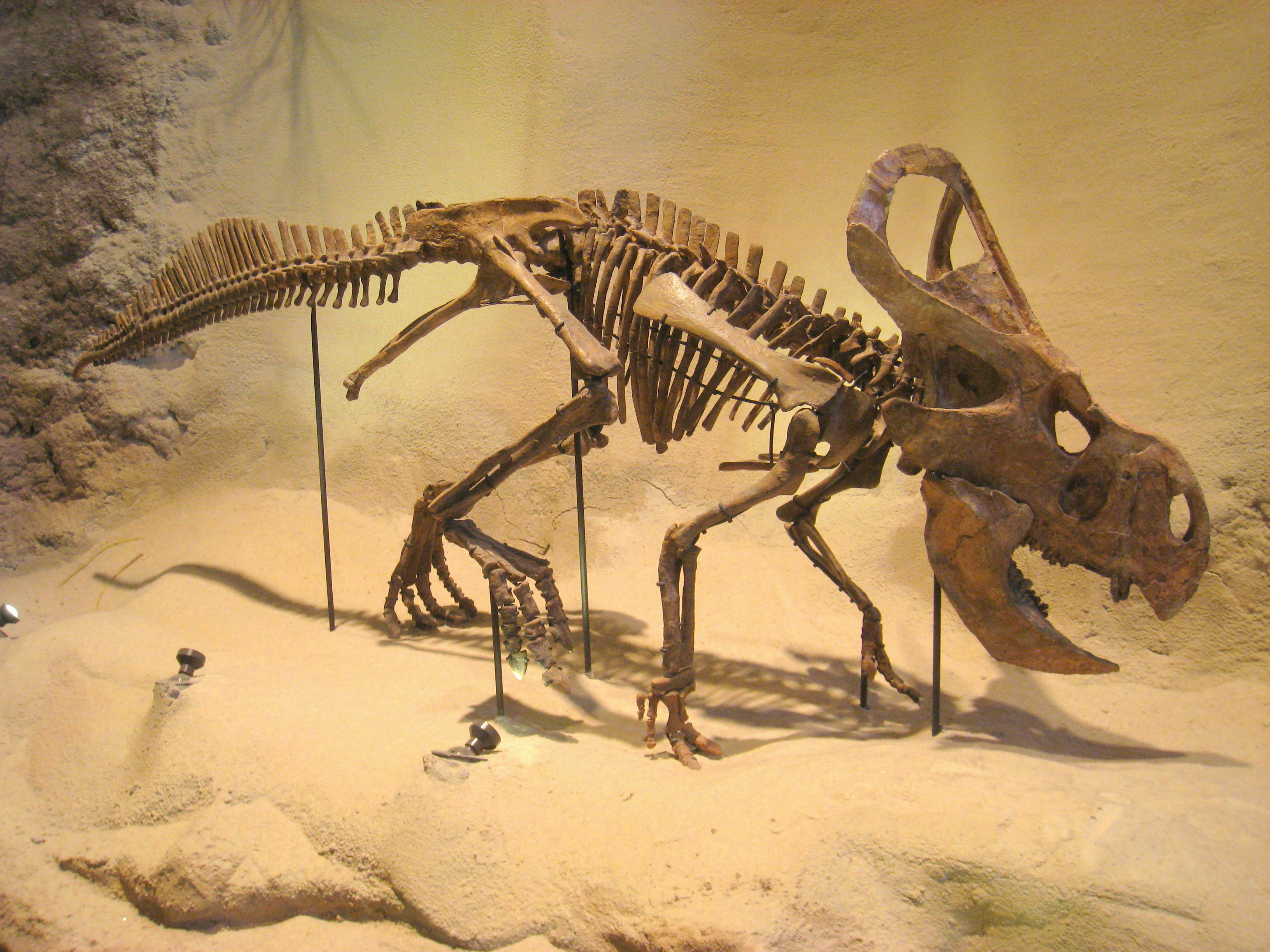
Esqueleto de P. andrewsi montado, Museo Carnegie de Historia Natural

El siguiente cladograma sigue la topología de un análisis de 2015 realizado por Yiming He, Peter J. Makovicky, Kebai Wang, Shuqing Chen, Corwin Sullivan, Fenglu Han, Xing XuMichael J. Ryan, David C.Evans, Philip J. Currie, Caleb M. Brown y Don Brinkman.
|  | Montanoceratops |
|  |                 |
|  | Ischioceratops  |
|  |                 |

|  | Zhuchengceratops                                                  |
|  |                                                                   |
|  | \| \| Gryphoceratops \| \| \| \| \| \| Unescoceratops \| \| \| \| |
|  |                                                                   |
|  | Gryphoceratops                                                    |
|  |                                                                   |
|  | Unescoceratops                                                    |
|  |                                                                   |

|  | Gryphoceratops |
|  |                |
|  | Unescoceratops |
|  |                |

|  | Zhuchengceratops                                                  |
|  |                                                                   |
|  | \| \| Gryphoceratops \| \| \| \| \| \| Unescoceratops \| \| \| \| |
|  |                                                                   |
|  | Gryphoceratops                                                    |
|  |                                                                   |
|  | Unescoceratops                                                    |
|  |                                                                   |

|  | Gryphoceratops |
|  |                |
|  | Unescoceratops |
|  |                |

|  | Zhuchengceratops                                                  |
|  |                                                                   |
|  | \| \| Gryphoceratops \| \| \| \| \| \| Unescoceratops \| \| \| \| |
|  |                                                                   |
|  | Gryphoceratops                                                    |
|  |                                                                   |
|  | Unescoceratops                                                    |
|  |                                                                   |

|  | Gryphoceratops |
|  |                |
|  | Unescoceratops |
|  |                |

|  | Zhuchengceratops                                                  |
|  |                                                                   |
|  | \| \| Gryphoceratops \| \| \| \| \| \| Unescoceratops \| \| \| \| |
|  |                                                                   |
|  | Gryphoceratops                                                    |
|  |                                                                   |
|  | Unescoceratops                                                    |
|  |                                                                   |

|  | Gryphoceratops |
|  |                |
|  | Unescoceratops |
|  |                |

|  | Zhuchengceratops                                                  |
|  |                                                                   |
|  | \| \| Gryphoceratops \| \| \| \| \| \| Unescoceratops \| \| \| \| |
|  |                                                                   |
|  | Gryphoceratops                                                    |
|  |                                                                   |
|  | Unescoceratops                                                    |
|  |                                                                   |

|  | Gryphoceratops |
|  |                |
|  | Unescoceratops |
|  |                |

|  | Zhuchengceratops                                                  |
|  |                                                                   |
|  | \| \| Gryphoceratops \| \| \| \| \| \| Unescoceratops \| \| \| \| |
|  |                                                                   |
|  | Gryphoceratops                                                    |
|  |                                                                   |
|  | Unescoceratops                                                    |
|  |                                                                   |

|  | Gryphoceratops |
|  |                |
|  | Unescoceratops |
|  |                |

|  | Zhuchengceratops                                                  |
|  |                                                                   |
|  | \| \| Gryphoceratops \| \| \| \| \| \| Unescoceratops \| \| \| \| |
|  |                                                                   |
|  | Gryphoceratops                                                    |
|  |                                                                   |
|  | Unescoceratops                                                    |
|  |                                                                   |

|  | Gryphoceratops |
|  |                |
|  | Unescoceratops |
|  |                |

|  | Zhuchengceratops                                                  |
|  |                                                                   |
|  | \| \| Gryphoceratops \| \| \| \| \| \| Unescoceratops \| \| \| \| |
|  |                                                                   |
|  | Gryphoceratops                                                    |
|  |                                                                   |
|  | Unescoceratops                                                    |
|  |                                                                   |

|  | Gryphoceratops |
|  |                |
|  | Unescoceratops |
|  |                |

|  | Montanoceratops |
|  |                 |
|  | Ischioceratops  |
|  |                 |

|  | Zhuchengceratops                                                  |
|  |                                                                   |
|  | \| \| Gryphoceratops \| \| \| \| \| \| Unescoceratops \| \| \| \| |
|  |                                                                   |
|  | Gryphoceratops                                                    |
|  |                                                                   |
|  | Unescoceratops                                                    |
|  |                                                                   |

|  | Gryphoceratops |
|  |                |
|  | Unescoceratops |
|  |                |

|  | Zhuchengceratops                                                  |
|  |                                                                   |
|  | \| \| Gryphoceratops \| \| \| \| \| \| Unescoceratops \| \| \| \| |
|  |                                                                   |
|  | Gryphoceratops                                                    |
|  |                                                                   |
|  | Unescoceratops                                                    |
|  |                                                                   |

|  | Gryphoceratops |
|  |                |
|  | Unescoceratops |
|  |                |

|  | Zhuchengceratops                                                  |
|  |                                                                   |
|  | \| \| Gryphoceratops \| \| \| \| \| \| Unescoceratops \| \| \| \| |
|  |                                                                   |
|  | Gryphoceratops                                                    |
|  |                                                                   |
|  | Unescoceratops                                                    |
|  |                                                                   |

|  | Gryphoceratops |
|  |                |
|  | Unescoceratops |
|  |                |

|  | Zhuchengceratops                                                  |
|  |                                                                   |
|  | \| \| Gryphoceratops \| \| \| \| \| \| Unescoceratops \| \| \| \| |
|  |                                                                   |
|  | Gryphoceratops                                                    |
|  |                                                                   |
|  | Unescoceratops                                                    |
|  |                                                                   |

|  | Gryphoceratops |
|  |                |
|  | Unescoceratops |
|  |                |

|  | Zhuchengceratops                                                  |
|  |                                                                   |
|  | \| \| Gryphoceratops \| \| \| \| \| \| Unescoceratops \| \| \| \| |
|  |                                                                   |
|  | Gryphoceratops                                                    |
|  |                                                                   |
|  | Unescoceratops                                                    |
|  |                                                                   |

|  | Gryphoceratops |
|  |                |
|  | Unescoceratops |
|  |                |

|  | Zhuchengceratops                                                  |
|  |                                                                   |
|  | \| \| Gryphoceratops \| \| \| \| \| \| Unescoceratops \| \| \| \| |
|  |                                                                   |
|  | Gryphoceratops                                                    |
|  |                                                                   |
|  | Unescoceratops                                                    |
|  |                                                                   |

|  | Gryphoceratops |
|  |                |
|  | Unescoceratops |
|  |                |

|  | Zhuchengceratops                                                  |
|  |                                                                   |
|  | \| \| Gryphoceratops \| \| \| \| \| \| Unescoceratops \| \| \| \| |
|  |                                                                   |
|  | Gryphoceratops                                                    |
|  |                                                                   |
|  | Unescoceratops                                                    |
|  |                                                                   |

|  | Gryphoceratops |
|  |                |
|  | Unescoceratops |
|  |                |

|  | Zhuchengceratops                                                  |
|  |                                                                   |
|  | \| \| Gryphoceratops \| \| \| \| \| \| Unescoceratops \| \| \| \| |
|  |                                                                   |
|  | Gryphoceratops                                                    |
|  |                                                                   |
|  | Unescoceratops                                                    |
|  |                                                                   |

|  | Gryphoceratops |
|  |                |
|  | Unescoceratops |
|  |                |

|  | Montanoceratops |
|  |                 |
|  | Ischioceratops  |
|  |                 |

|  | Zhuchengceratops                                                  |
|  |                                                                   |
|  | \| \| Gryphoceratops \| \| \| \| \| \| Unescoceratops \| \| \| \| |
|  |                                                                   |
|  | Gryphoceratops                                                    |
|  |                                                                   |
|  | Unescoceratops                                                    |
|  |                                                                   |

|  | Gryphoceratops |
|  |                |
|  | Unescoceratops |
|  |                |

|  | Zhuchengceratops                                                  |
|  |                                                                   |
|  | \| \| Gryphoceratops \| \| \| \| \| \| Unescoceratops \| \| \| \| |
|  |                                                                   |
|  | Gryphoceratops                                                    |
|  |                                                                   |
|  | Unescoceratops                                                    |
|  |                                                                   |

|  | Gryphoceratops |
|  |                |
|  | Unescoceratops |
|  |                |

|  | Zhuchengceratops                                                  |
|  |                                                                   |
|  | \| \| Gryphoceratops \| \| \| \| \| \| Unescoceratops \| \| \| \| |
|  |                                                                   |
|  | Gryphoceratops                                                    |
|  |                                                                   |
|  | Unescoceratops                                                    |
|  |                                                                   |

|  | Gryphoceratops |
|  |                |
|  | Unescoceratops |
|  |                |

|  | Zhuchengceratops                                                  |
|  |                                                                   |
|  | \| \| Gryphoceratops \| \| \| \| \| \| Unescoceratops \| \| \| \| |
|  |                                                                   |
|  | Gryphoceratops                                                    |
|  |                                                                   |
|  | Unescoceratops                                                    |
|  |                                                                   |

|  | Gryphoceratops |
|  |                |
|  | Unescoceratops |
|  |                |

|  | Zhuchengceratops                                                  |
|  |                                                                   |
|  | \| \| Gryphoceratops \| \| \| \| \| \| Unescoceratops \| \| \| \| |
|  |                                                                   |
|  | Gryphoceratops                                                    |
|  |                                                                   |
|  | Unescoceratops                                                    |
|  |                                                                   |

|  | Gryphoceratops |
|  |                |
|  | Unescoceratops |
|  |                |

|  | Zhuchengceratops                                                  |
|  |                                                                   |
|  | \| \| Gryphoceratops \| \| \| \| \| \| Unescoceratops \| \| \| \| |
|  |                                                                   |
|  | Gryphoceratops                                                    |
|  |                                                                   |
|  | Unescoceratops                                                    |
|  |                                                                   |

|  | Gryphoceratops |
|  |                |
|  | Unescoceratops |
|  |                |

|  | Zhuchengceratops                                                  |
|  |                                                                   |
|  | \| \| Gryphoceratops \| \| \| \| \| \| Unescoceratops \| \| \| \| |
|  |                                                                   |
|  | Gryphoceratops                                                    |
|  |                                                                   |
|  | Unescoceratops                                                    |
|  |                                                                   |

|  | Gryphoceratops |
|  |                |
|  | Unescoceratops |
|  |                |

|  | Zhuchengceratops                                                  |
|  |                                                                   |
|  | \| \| Gryphoceratops \| \| \| \| \| \| Unescoceratops \| \| \| \| |
|  |                                                                   |
|  | Gryphoceratops                                                    |
|  |                                                                   |
|  | Unescoceratops                                                    |
|  |                                                                   |

|  | Gryphoceratops |
|  |                |
|  | Unescoceratops |
|  |                |

|  | Montanoceratops |
|  |                 |
|  | Ischioceratops  |
|  |                 |

|  | Zhuchengceratops                                                  |
|  |                                                                   |
|  | \| \| Gryphoceratops \| \| \| \| \| \| Unescoceratops \| \| \| \| |
|  |                                                                   |
|  | Gryphoceratops                                                    |
|  |                                                                   |
|  | Unescoceratops                                                    |
|  |                                                                   |

|  | Gryphoceratops |
|  |                |
|  | Unescoceratops |
|  |                |

|  | Zhuchengceratops                                                  |
|  |                                                                   |
|  | \| \| Gryphoceratops \| \| \| \| \| \| Unescoceratops \| \| \| \| |
|  |                                                                   |
|  | Gryphoceratops                                                    |
|  |                                                                   |
|  | Unescoceratops                                                    |
|  |                                                                   |

|  | Gryphoceratops |
|  |                |
|  | Unescoceratops |
|  |                |

|  | Zhuchengceratops                                                  |
|  |                                                                   |
|  | \| \| Gryphoceratops \| \| \| \| \| \| Unescoceratops \| \| \| \| |
|  |                                                                   |
|  | Gryphoceratops                                                    |
|  |                                                                   |
|  | Unescoceratops                                                    |
|  |                                                                   |

|  | Gryphoceratops |
|  |                |
|  | Unescoceratops |
|  |                |

|  | Zhuchengceratops                                                  |
|  |                                                                   |
|  | \| \| Gryphoceratops \| \| \| \| \| \| Unescoceratops \| \| \| \| |
|  |                                                                   |
|  | Gryphoceratops                                                    |
|  |                                                                   |
|  | Unescoceratops                                                    |
|  |                                                                   |

|  | Gryphoceratops |
|  |                |
|  | Unescoceratops |
|  |                |

|  | Zhuchengceratops                                                  |
|  |                                                                   |
|  | \| \| Gryphoceratops \| \| \| \| \| \| Unescoceratops \| \| \| \| |
|  |                                                                   |
|  | Gryphoceratops                                                    |
|  |                                                                   |
|  | Unescoceratops                                                    |
|  |                                                                   |

|  | Gryphoceratops |
|  |                |
|  | Unescoceratops |
|  |                |

|  | Zhuchengceratops                                                  |
|  |                                                                   |
|  | \| \| Gryphoceratops \| \| \| \| \| \| Unescoceratops \| \| \| \| |
|  |                                                                   |
|  | Gryphoceratops                                                    |
|  |                                                                   |
|  | Unescoceratops                                                    |
|  |                                                                   |

|  | Gryphoceratops |
|  |                |
|  | Unescoceratops |
|  |                |

|  | Zhuchengceratops                                                  |
|  |                                                                   |
|  | \| \| Gryphoceratops \| \| \| \| \| \| Unescoceratops \| \| \| \| |
|  |                                                                   |
|  | Gryphoceratops                                                    |
|  |                                                                   |
|  | Unescoceratops                                                    |
|  |                                                                   |

|  | Gryphoceratops |
|  |                |
|  | Unescoceratops |
|  |                |

|  | Zhuchengceratops                                                  |
|  |                                                                   |
|  | \| \| Gryphoceratops \| \| \| \| \| \| Unescoceratops \| \| \| \| |
|  |                                                                   |
|  | Gryphoceratops                                                    |
|  |                                                                   |
|  | Unescoceratops                                                    |
|  |                                                                   |

|  | Gryphoceratops |
|  |                |
|  | Unescoceratops |
|  |                |

|  | Montanoceratops |
|  |                 |
|  | Ischioceratops  |
|  |                 |

|  | Zhuchengceratops                                                  |
|  |                                                                   |
|  | \| \| Gryphoceratops \| \| \| \| \| \| Unescoceratops \| \| \| \| |
|  |                                                                   |
|  | Gryphoceratops                                                    |
|  |                                                                   |
|  | Unescoceratops                                                    |
|  |                                                                   |

|  | Gryphoceratops |
|  |                |
|  | Unescoceratops |
|  |                |

|  | Zhuchengceratops                                                  |
|  |                                                                   |
|  | \| \| Gryphoceratops \| \| \| \| \| \| Unescoceratops \| \| \| \| |
|  |                                                                   |
|  | Gryphoceratops                                                    |
|  |                                                                   |
|  | Unescoceratops                                                    |
|  |                                                                   |

|  | Gryphoceratops |
|  |                |
|  | Unescoceratops |
|  |                |

|  | Zhuchengceratops                                                  |
|  |                                                                   |
|  | \| \| Gryphoceratops \| \| \| \| \| \| Unescoceratops \| \| \| \| |
|  |                                                                   |
|  | Gryphoceratops                                                    |
|  |                                                                   |
|  | Unescoceratops                                                    |
|  |                                                                   |

|  | Gryphoceratops |
|  |                |
|  | Unescoceratops |
|  |                |

|  | Zhuchengceratops                                                  |
|  |                                                                   |
|  | \| \| Gryphoceratops \| \| \| \| \| \| Unescoceratops \| \| \| \| |
|  |                                                                   |
|  | Gryphoceratops                                                    |
|  |                                                                   |
|  | Unescoceratops                                                    |
|  |                                                                   |

|  | Gryphoceratops |
|  |                |
|  | Unescoceratops |
|  |                |

|  | Zhuchengceratops                                                  |
|  |                                                                   |
|  | \| \| Gryphoceratops \| \| \| \| \| \| Unescoceratops \| \| \| \| |
|  |                                                                   |
|  | Gryphoceratops                                                    |
|  |                                                                   |
|  | Unescoceratops                                                    |
|  |                                                                   |

|  | Gryphoceratops |
|  |                |
|  | Unescoceratops |
|  |                |

|  | Zhuchengceratops                                                  |
|  |                                                                   |
|  | \| \| Gryphoceratops \| \| \| \| \| \| Unescoceratops \| \| \| \| |
|  |                                                                   |
|  | Gryphoceratops                                                    |
|  |                                                                   |
|  | Unescoceratops                                                    |
|  |                                                                   |

|  | Gryphoceratops |
|  |                |
|  | Unescoceratops |
|  |                |

|  | Zhuchengceratops                                                  |
|  |                                                                   |
|  | \| \| Gryphoceratops \| \| \| \| \| \| Unescoceratops \| \| \| \| |
|  |                                                                   |
|  | Gryphoceratops                                                    |
|  |                                                                   |
|  | Unescoceratops                                                    |
|  |                                                                   |

|  | Gryphoceratops |
|  |                |
|  | Unescoceratops |
|  |                |

|  | Zhuchengceratops                                                  |
|  |                                                                   |
|  | \| \| Gryphoceratops \| \| \| \| \| \| Unescoceratops \| \| \| \| |
|  |                                                                   |
|  | Gryphoceratops                                                    |
|  |                                                                   |
|  | Unescoceratops                                                    |
|  |                                                                   |

|  | Gryphoceratops |
|  |                |
|  | Unescoceratops |
|  |                |

|  | Montanoceratops |
|  |                 |
|  | Ischioceratops  |
|  |                 |

|  | Zhuchengceratops                                                  |
|  |                                                                   |
|  | \| \| Gryphoceratops \| \| \| \| \| \| Unescoceratops \| \| \| \| |
|  |                                                                   |
|  | Gryphoceratops                                                    |
|  |                                                                   |
|  | Unescoceratops                                                    |
|  |                                                                   |

|  | Gryphoceratops |
|  |                |
|  | Unescoceratops |
|  |                |

|  | Zhuchengceratops                                                  |
|  |                                                                   |
|  | \| \| Gryphoceratops \| \| \| \| \| \| Unescoceratops \| \| \| \| |
|  |                                                                   |
|  | Gryphoceratops                                                    |
|  |                                                                   |
|  | Unescoceratops                                                    |
|  |                                                                   |

|  | Gryphoceratops |
|  |                |
|  | Unescoceratops |
|  |                |

|  | Zhuchengceratops                                                  |
|  |                                                                   |
|  | \| \| Gryphoceratops \| \| \| \| \| \| Unescoceratops \| \| \| \| |
|  |                                                                   |
|  | Gryphoceratops                                                    |
|  |                                                                   |
|  | Unescoceratops                                                    |
|  |                                                                   |

|  | Gryphoceratops |
|  |                |
|  | Unescoceratops |
|  |                |

|  | Zhuchengceratops                                                  |
|  |                                                                   |
|  | \| \| Gryphoceratops \| \| \| \| \| \| Unescoceratops \| \| \| \| |
|  |                                                                   |
|  | Gryphoceratops                                                    |
|  |                                                                   |
|  | Unescoceratops                                                    |
|  |                                                                   |

|  | Gryphoceratops |
|  |                |
|  | Unescoceratops |
|  |                |

|  | Zhuchengceratops                                                  |
|  |                                                                   |
|  | \| \| Gryphoceratops \| \| \| \| \| \| Unescoceratops \| \| \| \| |
|  |                                                                   |
|  | Gryphoceratops                                                    |
|  |                                                                   |
|  | Unescoceratops                                                    |
|  |                                                                   |

|  | Gryphoceratops |
|  |                |
|  | Unescoceratops |
|  |                |

|  | Zhuchengceratops                                                  |
|  |                                                                   |
|  | \| \| Gryphoceratops \| \| \| \| \| \| Unescoceratops \| \| \| \| |
|  |                                                                   |
|  | Gryphoceratops                                                    |
|  |                                                                   |
|  | Unescoceratops                                                    |
|  |                                                                   |

|  | Gryphoceratops |
|  |                |
|  | Unescoceratops |
|  |                |

|  | Zhuchengceratops                                                  |
|  |                                                                   |
|  | \| \| Gryphoceratops \| \| \| \| \| \| Unescoceratops \| \| \| \| |
|  |                                                                   |
|  | Gryphoceratops                                                    |
|  |                                                                   |
|  | Unescoceratops                                                    |
|  |                                                                   |

|  | Gryphoceratops |
|  |                |
|  | Unescoceratops |
|  |                |

|  | Zhuchengceratops                                                  |
|  |                                                                   |
|  | \| \| Gryphoceratops \| \| \| \| \| \| Unescoceratops \| \| \| \| |
|  |                                                                   |
|  | Gryphoceratops                                                    |
|  |                                                                   |
|  | Unescoceratops                                                    |
|  |                                                                   |

|  | Gryphoceratops |
|  |                |
|  | Unescoceratops |
|  |                |

|  | Montanoceratops |
|  |                 |
|  | Ischioceratops  |
|  |                 |

|  | Zhuchengceratops                                                  |
|  |                                                                   |
|  | \| \| Gryphoceratops \| \| \| \| \| \| Unescoceratops \| \| \| \| |
|  |                                                                   |
|  | Gryphoceratops                                                    |
|  |                                                                   |
|  | Unescoceratops                                                    |
|  |                                                                   |

|  | Gryphoceratops |
|  |                |
|  | Unescoceratops |
|  |                |

|  | Zhuchengceratops                                                  |
|  |                                                                   |
|  | \| \| Gryphoceratops \| \| \| \| \| \| Unescoceratops \| \| \| \| |
|  |                                                                   |
|  | Gryphoceratops                                                    |
|  |                                                                   |
|  | Unescoceratops                                                    |
|  |                                                                   |

|  | Gryphoceratops |
|  |                |
|  | Unescoceratops |
|  |                |

|  | Zhuchengceratops                                                  |
|  |                                                                   |
|  | \| \| Gryphoceratops \| \| \| \| \| \| Unescoceratops \| \| \| \| |
|  |                                                                   |
|  | Gryphoceratops                                                    |
|  |                                                                   |
|  | Unescoceratops                                                    |
|  |                                                                   |

|  | Gryphoceratops |
|  |                |
|  | Unescoceratops |
|  |                |

|  | Zhuchengceratops                                                  |
|  |                                                                   |
|  | \| \| Gryphoceratops \| \| \| \| \| \| Unescoceratops \| \| \| \| |
|  |                                                                   |
|  | Gryphoceratops                                                    |
|  |                                                                   |
|  | Unescoceratops                                                    |
|  |                                                                   |

|  | Gryphoceratops |
|  |                |
|  | Unescoceratops |
|  |                |

|  | Zhuchengceratops                                                  |
|  |                                                                   |
|  | \| \| Gryphoceratops \| \| \| \| \| \| Unescoceratops \| \| \| \| |
|  |                                                                   |
|  | Gryphoceratops                                                    |
|  |                                                                   |
|  | Unescoceratops                                                    |
|  |                                                                   |

|  | Gryphoceratops |
|  |                |
|  | Unescoceratops |
|  |                |

|  | Zhuchengceratops                                                  |
|  |                                                                   |
|  | \| \| Gryphoceratops \| \| \| \| \| \| Unescoceratops \| \| \| \| |
|  |                                                                   |
|  | Gryphoceratops                                                    |
|  |                                                                   |
|  | Unescoceratops                                                    |
|  |                                                                   |

|  | Gryphoceratops |
|  |                |
|  | Unescoceratops |
|  |                |

|  | Zhuchengceratops                                                  |
|  |                                                                   |
|  | \| \| Gryphoceratops \| \| \| \| \| \| Unescoceratops \| \| \| \| |
|  |                                                                   |
|  | Gryphoceratops                                                    |
|  |                                                                   |
|  | Unescoceratops                                                    |
|  |                                                                   |

|  | Gryphoceratops |
|  |                |
|  | Unescoceratops |
|  |                |

|  | Zhuchengceratops                                                  |
|  |                                                                   |
|  | \| \| Gryphoceratops \| \| \| \| \| \| Unescoceratops \| \| \| \| |
|  |                                                                   |
|  | Gryphoceratops                                                    |
|  |                                                                   |
|  | Unescoceratops                                                    |
|  |                                                                   |

|  | Gryphoceratops |
|  |                |
|  | Unescoceratops |
|  |                |

|  | Montanoceratops |
|  |                 |
|  | Ischioceratops  |
|  |                 |

|  | Zhuchengceratops                                                  |
|  |                                                                   |
|  | \| \| Gryphoceratops \| \| \| \| \| \| Unescoceratops \| \| \| \| |
|  |                                                                   |
|  | Gryphoceratops                                                    |
|  |                                                                   |
|  | Unescoceratops                                                    |
|  |                                                                   |

|  | Gryphoceratops |
|  |                |
|  | Unescoceratops |
|  |                |

|  | Zhuchengceratops                                                  |
|  |                                                                   |
|  | \| \| Gryphoceratops \| \| \| \| \| \| Unescoceratops \| \| \| \| |
|  |                                                                   |
|  | Gryphoceratops                                                    |
|  |                                                                   |
|  | Unescoceratops                                                    |
|  |                                                                   |

|  | Gryphoceratops |
|  |                |
|  | Unescoceratops |
|  |                |

|  | Zhuchengceratops                                                  |
|  |                                                                   |
|  | \| \| Gryphoceratops \| \| \| \| \| \| Unescoceratops \| \| \| \| |
|  |                                                                   |
|  | Gryphoceratops                                                    |
|  |                                                                   |
|  | Unescoceratops                                                    |
|  |                                                                   |

|  | Gryphoceratops |
|  |                |
|  | Unescoceratops |
|  |                |

|  | Zhuchengceratops                                                  |
|  |                                                                   |
|  | \| \| Gryphoceratops \| \| \| \| \| \| Unescoceratops \| \| \| \| |
|  |                                                                   |
|  | Gryphoceratops                                                    |
|  |                                                                   |
|  | Unescoceratops                                                    |
|  |                                                                   |

|  | Gryphoceratops |
|  |                |
|  | Unescoceratops |
|  |                |

|  | Zhuchengceratops                                                  |
|  |                                                                   |
|  | \| \| Gryphoceratops \| \| \| \| \| \| Unescoceratops \| \| \| \| |
|  |                                                                   |
|  | Gryphoceratops                                                    |
|  |                                                                   |
|  | Unescoceratops                                                    |
|  |                                                                   |

|  | Gryphoceratops |
|  |                |
|  | Unescoceratops |
|  |                |

|  | Zhuchengceratops                                                  |
|  |                                                                   |
|  | \| \| Gryphoceratops \| \| \| \| \| \| Unescoceratops \| \| \| \| |
|  |                                                                   |
|  | Gryphoceratops                                                    |
|  |                                                                   |
|  | Unescoceratops                                                    |
|  |                                                                   |

|  | Gryphoceratops |
|  |                |
|  | Unescoceratops |
|  |                |

|  | Zhuchengceratops                                                  |
|  |                                                                   |
|  | \| \| Gryphoceratops \| \| \| \| \| \| Unescoceratops \| \| \| \| |
|  |                                                                   |
|  | Gryphoceratops                                                    |
|  |                                                                   |
|  | Unescoceratops                                                    |
|  |                                                                   |

|  | Gryphoceratops |
|  |                |
|  | Unescoceratops |
|  |                |

|  | Zhuchengceratops                                                  |
|  |                                                                   |
|  | \| \| Gryphoceratops \| \| \| \| \| \| Unescoceratops \| \| \| \| |
|  |                                                                   |
|  | Gryphoceratops                                                    |
|  |                                                                   |
|  | Unescoceratops                                                    |
|  |                                                                   |

|  | Gryphoceratops |
|  |                |
|  | Unescoceratops |
|  |                |

|  | Breviceratops                                                  |
|  |                                                                |
|  | \| \| Magnirostris \| \| \| \| \| \| Protoceratops \| \| \| \| |
|  |                                                                |
|  | Magnirostris                                                   |
|  |                                                                |
|  | Protoceratops                                                  |
|  |                                                                |

|  | Magnirostris  |
|  |               |
|  | Protoceratops |
|  |               |

|  | Breviceratops                                                  |
|  |                                                                |
|  | \| \| Magnirostris \| \| \| \| \| \| Protoceratops \| \| \| \| |
|  |                                                                |
|  | Magnirostris                                                   |
|  |                                                                |
|  | Protoceratops                                                  |
|  |                                                                |

|  | Magnirostris  |
|  |               |
|  | Protoceratops |
|  |               |

|  | Breviceratops                                                  |
|  |                                                                |
|  | \| \| Magnirostris \| \| \| \| \| \| Protoceratops \| \| \| \| |
|  |                                                                |
|  | Magnirostris                                                   |
|  |                                                                |
|  | Protoceratops                                                  |
|  |                                                                |

|  | Magnirostris  |
|  |               |
|  | Protoceratops |
|  |               |

|  | Breviceratops                                                  |
|  |                                                                |
|  | \| \| Magnirostris \| \| \| \| \| \| Protoceratops \| \| \| \| |
|  |                                                                |
|  | Magnirostris                                                   |
|  |                                                                |
|  | Protoceratops                                                  |
|  |                                                                |

|  | Magnirostris  |
|  |               |
|  | Protoceratops |
|  |               |

|  | Ajkaceratops                                                  |
|  |                                                               |
|  | \| \| Zuniceratops \| \| \| \| \| \| Ceratopsidae \| \| \| \| |
|  |                                                               |
|  | Zuniceratops                                                  |
|  |                                                               |
|  | Ceratopsidae                                                  |
|  |                                                               |

|  | Zuniceratops |
|  |              |
|  | Ceratopsidae |
|  |              |

|  | Breviceratops                                                  |
|  |                                                                |
|  | \| \| Magnirostris \| \| \| \| \| \| Protoceratops \| \| \| \| |
|  |                                                                |
|  | Magnirostris                                                   |
|  |                                                                |
|  | Protoceratops                                                  |
|  |                                                                |

|  | Magnirostris  |
|  |               |
|  | Protoceratops |
|  |               |

|  | Breviceratops                                                  |
|  |                                                                |
|  | \| \| Magnirostris \| \| \| \| \| \| Protoceratops \| \| \| \| |
|  |                                                                |
|  | Magnirostris                                                   |
|  |                                                                |
|  | Protoceratops                                                  |
|  |                                                                |

|  | Magnirostris  |
|  |               |
|  | Protoceratops |
|  |               |

|  | Breviceratops                                                  |
|  |                                                                |
|  | \| \| Magnirostris \| \| \| \| \| \| Protoceratops \| \| \| \| |
|  |                                                                |
|  | Magnirostris                                                   |
|  |                                                                |
|  | Protoceratops                                                  |
|  |                                                                |

|  | Magnirostris  |
|  |               |
|  | Protoceratops |
|  |               |

|  | Breviceratops                                                  |
|  |                                                                |
|  | \| \| Magnirostris \| \| \| \| \| \| Protoceratops \| \| \| \| |
|  |                                                                |
|  | Magnirostris                                                   |
|  |                                                                |
|  | Protoceratops                                                  |
|  |                                                                |

|  | Magnirostris  |
|  |               |
|  | Protoceratops |
|  |               |

|  | Ajkaceratops                                                  |
|  |                                                               |
|  | \| \| Zuniceratops \| \| \| \| \| \| Ceratopsidae \| \| \| \| |
|  |                                                               |
|  | Zuniceratops                                                  |
|  |                                                               |
|  | Ceratopsidae                                                  |
|  |                                                               |

|  | Zuniceratops |
|  |              |
|  | Ceratopsidae |
|  |              |

|  | Breviceratops                                                  |
|  |                                                                |
|  | \| \| Magnirostris \| \| \| \| \| \| Protoceratops \| \| \| \| |
|  |                                                                |
|  | Magnirostris                                                   |
|  |                                                                |
|  | Protoceratops                                                  |
|  |                                                                |

|  | Magnirostris  |
|  |               |
|  | Protoceratops |
|  |               |

|  | Breviceratops                                                  |
|  |                                                                |
|  | \| \| Magnirostris \| \| \| \| \| \| Protoceratops \| \| \| \| |
|  |                                                                |
|  | Magnirostris                                                   |
|  |                                                                |
|  | Protoceratops                                                  |
|  |                                                                |

|  | Magnirostris  |
|  |               |
|  | Protoceratops |
|  |               |

|  | Breviceratops                                                  |
|  |                                                                |
|  | \| \| Magnirostris \| \| \| \| \| \| Protoceratops \| \| \| \| |
|  |                                                                |
|  | Magnirostris                                                   |
|  |                                                                |
|  | Protoceratops                                                  |
|  |                                                                |

|  | Magnirostris  |
|  |               |
|  | Protoceratops |
|  |               |

|  | Breviceratops                                                  |
|  |                                                                |
|  | \| \| Magnirostris \| \| \| \| \| \| Protoceratops \| \| \| \| |
|  |                                                                |
|  | Magnirostris                                                   |
|  |                                                                |
|  | Protoceratops                                                  |
|  |                                                                |

|  | Magnirostris  |
|  |               |
|  | Protoceratops |
|  |               |

|  | Ajkaceratops                                                  |
|  |                                                               |
|  | \| \| Zuniceratops \| \| \| \| \| \| Ceratopsidae \| \| \| \| |
|  |                                                               |
|  | Zuniceratops                                                  |
|  |                                                               |
|  | Ceratopsidae                                                  |
|  |                                                               |

|  | Zuniceratops |
|  |              |
|  | Ceratopsidae |
|  |              |

|  | Breviceratops                                                  |
|  |                                                                |
|  | \| \| Magnirostris \| \| \| \| \| \| Protoceratops \| \| \| \| |
|  |                                                                |
|  | Magnirostris                                                   |
|  |                                                                |
|  | Protoceratops                                                  |
|  |                                                                |

|  | Magnirostris  |
|  |               |
|  | Protoceratops |
|  |               |

|  | Breviceratops                                                  |
|  |                                                                |
|  | \| \| Magnirostris \| \| \| \| \| \| Protoceratops \| \| \| \| |
|  |                                                                |
|  | Magnirostris                                                   |
|  |                                                                |
|  | Protoceratops                                                  |
|  |                                                                |

|  | Magnirostris  |
|  |               |
|  | Protoceratops |
|  |               |

|  | Breviceratops                                                  |
|  |                                                                |
|  | \| \| Magnirostris \| \| \| \| \| \| Protoceratops \| \| \| \| |
|  |                                                                |
|  | Magnirostris                                                   |
|  |                                                                |
|  | Protoceratops                                                  |
|  |                                                                |

|  | Magnirostris  |
|  |               |
|  | Protoceratops |
|  |               |

|  | Breviceratops                                                  |
|  |                                                                |
|  | \| \| Magnirostris \| \| \| \| \| \| Protoceratops \| \| \| \| |
|  |                                                                |
|  | Magnirostris                                                   |
|  |                                                                |
|  | Protoceratops                                                  |
|  |                                                                |

|  | Magnirostris  |
|  |               |
|  | Protoceratops |
|  |               |

|  | Ajkaceratops                                                  |
|  |                                                               |
|  | \| \| Zuniceratops \| \| \| \| \| \| Ceratopsidae \| \| \| \| |
|  |                                                               |
|  | Zuniceratops                                                  |
|  |                                                               |
|  | Ceratopsidae                                                  |
|  |                                                               |

|  | Zuniceratops |
|  |              |
|  | Ceratopsidae |
|  |              |